# Euhybus duplex
Euhybus duplex är en tvåvingeart som först beskrevs av Walker 1849.  Euhybus duplex ingår i släktet Euhybus och familjen puckeldansflugor. Inga underarter finns listade i Catalogue of Life.